# Marcel Dusaussois et Martine Doos
Les époux Marcel Dusaussois (né à Seneffe le 30 juillet 1927, mort à La Louvière le 6 janvier 2007), et Martine Doos (née à Borgerhout le 15 novembre 1932) sont deux artistes et écrivains belges.
Marcel Dusaussois est principalement peintre et dessinateur. Il est aussi poète, nouvelliste, essayiste et le chantre de son terroir natal au travers de ses livres illustrés. Il réalise également quelques sculptures, linogravures, icônes et peintures sur émaux.
Martine Doos réalise de nombreux dessins et miniatures ainsi que quelques dizaines de tableaux à l'huile, et des linogravures. Elle écrit également des contes et des textes empreints de poésie et de spiritualité.

## Présentation des artistes
En tant qu'artistes peintres, Marcel Dusaussois et Martine Doos sont indissociables, car si chacun d'eux a sa personnalité et son univers pictural, ils peignent parfois en duo, et certains tableaux portent leurs deux signatures, comme en témoigne l'huile sur toile Mariage du Ciel et de la Terre. Ils exposent très souvent ensemble : « Difficile de parler de Marcel Dusaussois sans évoquer sa femme, son égérie, Martine Doos. Artiste comme lui, Martine Doos laisse souvent son empreinte sur l'œuvre de son mari »,. 
Marcel Dusaussois est aussi poète, nouvelliste, essayiste et conférencier. Il collabore à différentes revues artistiques et littéraires du Hainaut. Les livres Chasse aux vieilles censes, où il rend hommage à son terroir natal, contribuent à la sauvegarde du patrimoine culturel du Hainaut,.
Ils sont membres actifs de nombreuses associations culturelles,,. Ils mettent sur pied la section belge de l'Académie Européenne des Arts (AEA) dont ils sont président et vice-présidente de 1969 à 1974.
En quittant l'AEA, les époux fondent le groupe Aureus Ordo (1974-1986) qui, comme l'AEA, se donne pour mission de favoriser le partage des savoirs et l'épanouissement de nouveaux talents artistiques,. Dans ce but, ils organisent des expositions, des conférences-débats, et des ateliers de dessin et de peinture (l'Académie libre de Manage) de 1972 à 2000,.
Tout au long de leur parcours, ces deux artistes veulent promouvoir la fraternité et les échanges entre artistes, qu'ils soient amateurs ou professionnels.

## Évolution du parcours artistique des époux

### Marcel Dusaussois
Né à Seneffe le 30 juillet 1927,, Marcel Dusaussois dessine depuis son enfance,. Il expose pour la première fois en 1945 (des portraits), à l'athénée de Morlanwelz où il termine ses études, puis en 1946, à l'hôtel de ville de Chapelle-lez-Herlaimont, avec le maître Alexandre-Louis Martin. Après ses humanités, il entre comme élève libre en classe de nu, à l'Académie royale des Beaux-Arts de Mons, où il n'achève pas l'année, pour suivre des cours supérieurs de journalisme.
Depuis 1947, Marcel tente des incursions dans l'abstraction. Il entre dans le groupe d'artistes louviérois Tendances contemporaines, dont font partie Hélène Jacquet, Pol Bury, Vittorio Bonuzzi, Lucien Guinotte et Max Michotte. Il expose avec eux à La Louvière, Mons et Liège, jusqu'à son entrée au service militaire en décembre 1948.
En 1950, Marcel met au point une technique de fines coulées de couleurs soufflées,. Il traite des sujets sportifs, cherchant à décomposer le mouvement, à saisir sa cadence, à capturer ses instants fugaces,.
Marcel obtient sa première distinction en 1950 à La Louvière, au Prix Hélène Jacquet, décédée en 1949 (mention avec Collignon, Bergen, Delhaye, Lussie ; le prix est remporté par Pierre Alechinsky). Au début des années soixante, il expérimente les harmonies de teintes, de pâtes, de plans, de masses, de perspectives, ainsi que les contrastes et les jeux d'ombres et de luminosités, à travers des paysages paisibles, lumineux, romantiques parfois.
À partir de 1965, il exprime au travers de ses œuvres sa vision intime des grands mouvements perpétuels de ce cosmos, ; chaque toile suggère un monde qui naît, grandit ou explose,. Il aborde aussi ce thème dans des textes comme ses nouvelles de science-fiction Excursion dans une œuvre et Conseil de Famille. 
Vers 1976, attiré par la troisième dimension et les effets de profondeur, il finit par sculpter ses peintures et peindre ses sculptures, avec adjonction de différents matériaux, comme des joncs, ainsi qu'on le voit sur son huile sur unalit et sa sculpture ci-dessous. Ces joncs allègent les peintures en relief et les sculptures polychromes par leur graphisme tournoyant dans l'espace.
À partir de 1978, Marcel Dusaussois étudie l'iconographie byzantine et russe. Il se lance dans une série de portraits idéalisés. Il travaille sur bois, s'inspirant de la technique des icônes.
De 1991 à 1998, il ne cesse de prospecter des fermes et de les dessiner. Ainsi naît la série Chasse aux vieilles censes, citée ci-dessous,.

### Martine Doos
Martine Doos naît à Borgerhout le 15 novembre 1932. Depuis que sa maison familiale est bombardée par les V2, elle vient souvent loger à Seneffe chez sa tante qui est voisine de Marcel Dusaussois. Leur passion commune pour le dessin et la peinture rapproche ces deux artistes qui se marient en 1952 et ont deux enfants,.
Martine Doos est une poétesse du lyrisme pictural. Elle acquiert au fil des années un style fait de sensibilité, de raffinement, de mouvement. Des lignes souples, des formes de chorégraphie, des couleurs dominées par le mauve, l'eau, le feu, la femme au corps recréé, autant d'éléments qui contribuent à la réalisation de son idéal pictural et de ses concepts spirituels,.
Quand elle devient, en 1969, vice-présidente nationale belge de l'Académie Européenne des Arts, elle encourage et épaule les artistes débutants dans leurs recherches. C'est dans le même état d'esprit qu'elle organise des ateliers de dessin de 1972 à 2000,. Elle est également très active dans ce domaine au sein du groupe Aureus Ordo.
Depuis les années 1980, Martine Doos peint surtout des tableaux à l'huile.

## Expositions personnelles, en couple ou en groupe
Marcel Dusaussois participe à de nombreuses expositions, en groupe dès 1945, avec son épouse à partir de 1964 jusqu'en 1997, et parfois aussi en solo : en Belgique, France, Allemagne, Italie, Suisse et aussi à New-York,,.
À l'occasion de salons d'ensemble et de concours, les artistes obtiennent plusieurs distinctions picturales, littéraires et honorifiques,,,.
Marcel Dusaussois et Martine Doos organisent des expositions pour les membres des ateliers de dessin et de peinture de Manage dans le Hainaut et à Bruxelles,.

## Associations artistiques et littéraires dont le couple a fait partie
Marcel Dusaussois et Martine Doos entrent dans diverses associations artistiques et littéraires,, : par exemple la Haute Académie internationale de Lutèce (HAIL) à Paris, le Cercle international de la Pensée et des Arts français (CIPAF) à Saint-Amand-en-Puisaye et la Société culturelle et philanthropique de France à Nice.

## Œuvres artistiques de Marcel Dusaussois et Martine Doos

### Marcel Dusaussois
Marcel Dusaussois dessine, peint et façonne la glaise dès 13 ans.
Ses œuvres illustrent les étapes de sa vie picturale : des paysages étranges en clair-obscur, des nus humanisant des paysages de caractère, des compositions abstraites, à l'huile ou au crayon.
Il laisse de nombreux croquis et dessins, parfois à la gouache et plusieurs centaines d'huiles sur toile, parfois sur unalit. Quelques portraits et paysages sont travaillés au couteau,.
Il est aussi l'auteur d'icônes sur bois et feuilles d'or, ainsi que d'émaux découpés dans du cuivre, ou encore de linogravures,,.
Marcel Dusaussois sculpte tous les matériaux qui l'inspirent : du bois fossilisé, des pierres de sable, des pâtes de verre colorées rejetées par les verreries. Il sculpte aussi de grands blocs d'ytong (béton cellulaire), parfois polychromes et allégés par des joncs tournoyants.

### Martine Doos
Martine Doos réalise de nombreux dessins et miniatures, aux crayons et à la gouache, et quelques icônes,. 
Puis elle passe à la peinture à l'huile pour réaliser de grandes compositions sur le thème de la femme, de la danse, et surtout du sacré. Elle laisse ainsi quelques dizaines de tableaux. 
Elle est également l'auteure de linogravures qu'elle retravaille parfois avec des couleurs.

## Livres illustrés du couple Dusaussois - Doos
De 1991 à 1998, Marcel Dusaussois parcourt la région de ses ancêtres, à la recherche des trésors en pierres et en briques qui sont en péril ou déjà en voie de disparition. Il les dessine et décrit avec maintes références à l'histoire, petite ou grande. Ces témoignages des temps révolus constituent un patrimoine culturel que l'artiste veut contribuer à conserver dans la mémoire collective. Martine Doos participe, elle aussi, à l'élaboration des textes et dessins de ces ouvrages,,,
Ces cinq livres ci-dessous sont tous publiés par Marcel Dusaussois et sponsorisées par plusieurs administrations wallonnes (Administration communale de Seneffe, Ministère de la Région wallonne, Gouvernement wallon).
Les textes, poèmes et dessins sont principalement de Marcel Dusaussois, quelques-uns sont de Martine Doos :
- Chasse aux trésors dans l'entité de Seneffe, Chapelles, Oratoires, Niches, Bornes potales, Croix, 1991 ;
- Chasse aux vieilles censes dans l'entité de Seneffe, tome 1, 1993 ;
- Chasse aux vieilles censes dans le Centre, tome 2, 1995. Le manuscrit du tome 2 reçoit le premier prix Art et Culture au concours national de la Fondation Notre Temps 1995, Bruxelles[1],[7] ;
- Chasse aux vieilles censes d'Écaussinnes, Chapelles, Demeures, Carrières, tome 3, 1996 ;
- Chasse aux vieilles censes, entités de Braine-le-Comte, Le Rœulx, tome 4, 1998.

Les médias rendent hommage à plusieurs reprises à ces livres, qui peuvent servir de guides touristiques, et qui contribuent à la sauvegarde du patrimoine culturel du Hainaut,.
Le couple réalise aussi :
- les dessins du recueil de poèmes Florilèges de la poétesse belge Flo Vilain, lauréate de l'Académie française[38] ;
- la plaquette Laudes 67, recueil de dessins, 1967 ; cette plaquette, ainsi que Laudes (de Martine Doos), se trouvent depuis mars 1967 à la Bibliothèque Kandinsky du Musée National d'Art Moderne de Paris[39].

## Œuvres littéraires de Marcel Dusaussois

### Recueils de poèmes[1]
- Bactrioles, Boomerang, Bordées, poèmes libres, 1965
- Interrogations, recueil de poèmes libres, 1968
- Marcel Dusaussois, si peu de littérature, poèmes et textes, 1989

D'autres poèmes ont été publiés dans les revues citées plus bas.

### Nouvelles[9],[40]
- Les Mardé, 1952, texte retravaillé en 1992
- Excursion dans une œuvre, science-fiction, 1971. Médaille d'argent, concours international Haute Académie Internationale de Lutèce (HAIL) Paris, 1971
- Conseil de famille, science-fiction, 1972. Premier prix Tortue d'argent (lettres), Haute Académie Littéraire et Artistique de France, 1972. premier prix Jean de Nivelles (science-fiction et fantastique) au Grand Prix Littéraire de Wallonie (GPLW), Charleroi, 1972

### Essais[1],[9]
- Étude sur l'origine de la peinture, 1966. Grand Prix international de la Critique artistique, Haute Académie Internationale de Lutèce (HAIL) Paris, 1966
- À mon Pays wallon, 1973. Premier Prix de la Semois (essais) au Grand Prix Littéraire de Wallonie (GPLW), Charleroi, 1973
- L'Artiste, quelques considérations artistiques, 1977
- Les Origines des origines de l'art, 1981
- Les Origines des origines de l'art moderne, 1981
- Introspection, rien et tout, essai avec dessins, 1986, retravaillé peu avant sa mort.

### Divers
- Aureus Ordo[1], recueil de critiques, 1976
- Martine Doos, ou le don de soi[1], biographie, 1986
- Autopsie[1], recueil de textes et de dessins, 1988
- Marcel Dusaussois fait paraître des poèmes, essais et textes divers dans plusieurs revues du Hainaut dont il est collaborateur littéraire :
  - La Toile d'araignée[41], en 1953 (ex. : Apocalypse)
  - Terre wallonne[42], de 1966 à 1971 (ex. poème Au poète wallon, dans le no 74)
  - El Bourdon et Falaises[43], de 1972 à 1974 (ex. : poème Elle, acte d'amour, 1973, no 261)
  - Le Dénominateur commun[44], de 1973 à 1991 (ex. : extraits de l'essai Introspection, rien et tout, de 1986, parus en 1991)
  - Poemas[45], de 1989 à 1992 (ex. : extraits de l'essai Introspection, rien et tout, de 1986, parus en 1992).

## Recueils de dessins et œuvres littéraires de Martine Doos
- Laudes, plaquette de dessins, 1964[39]
- Les Deux Voies, conte pour enfants, 1972
- Rencontres singulières, contes fantastiques, 1988

## Quelques œuvres

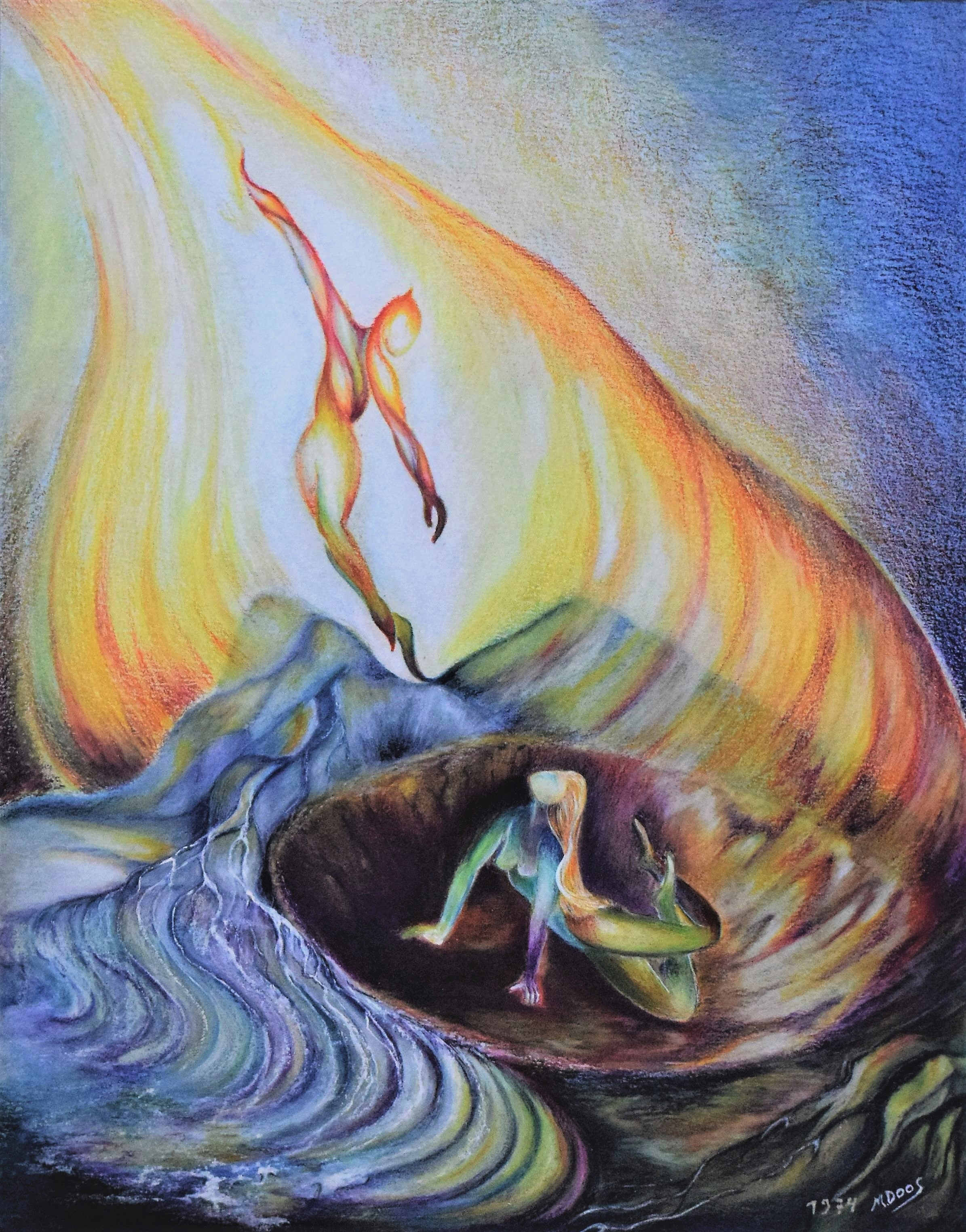
Envol vers la Lumière, dessin avec techniques diverses, de Martine Doos, 1974.
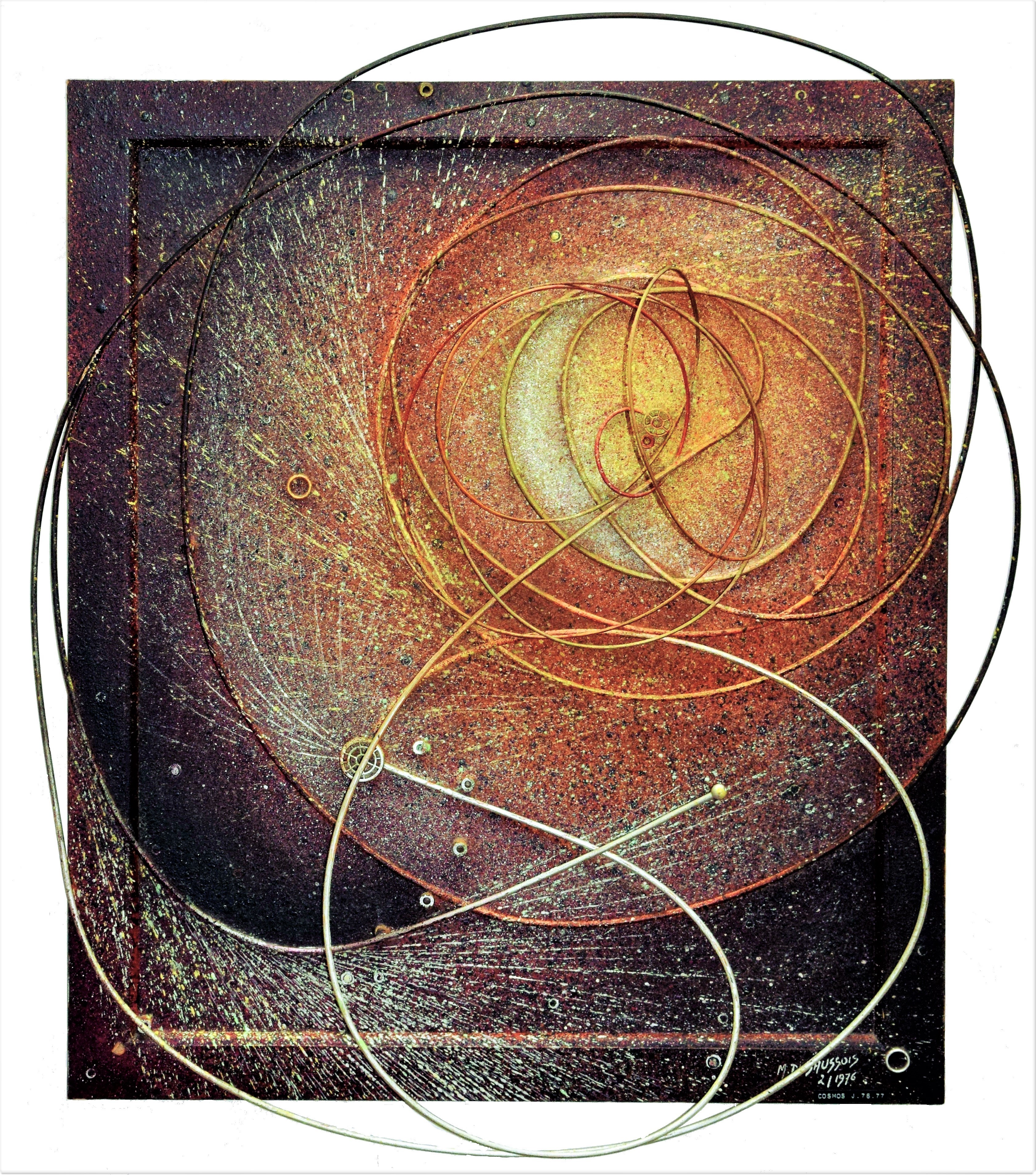
Profondeur insondable du Cosmos, huile sur unalit avec joncs, de Marcel Dusaussois, 1976.
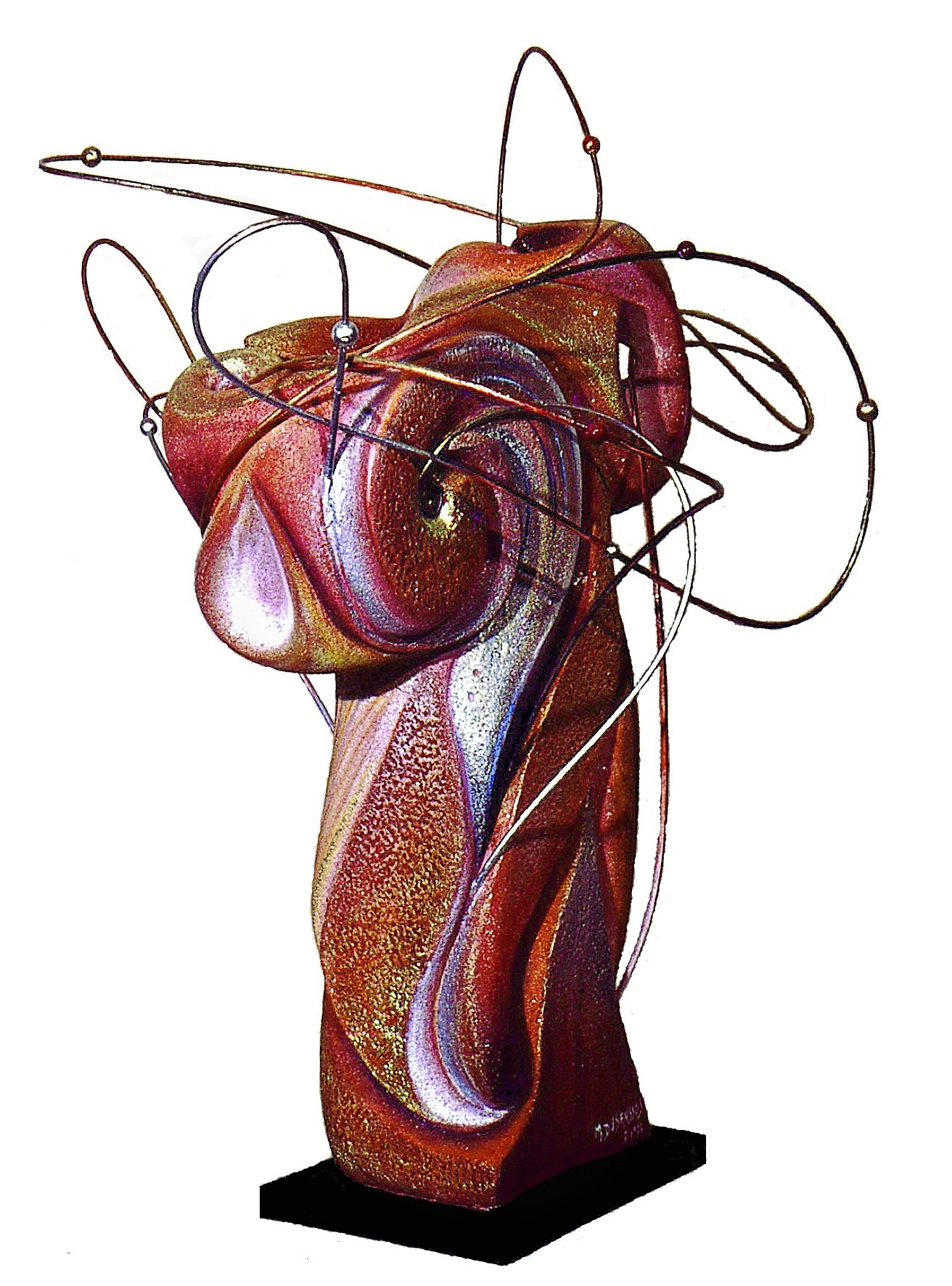
Odyssée cosmique, sculpture peinte et joncs, de Marcel Dusaussois, 1976.
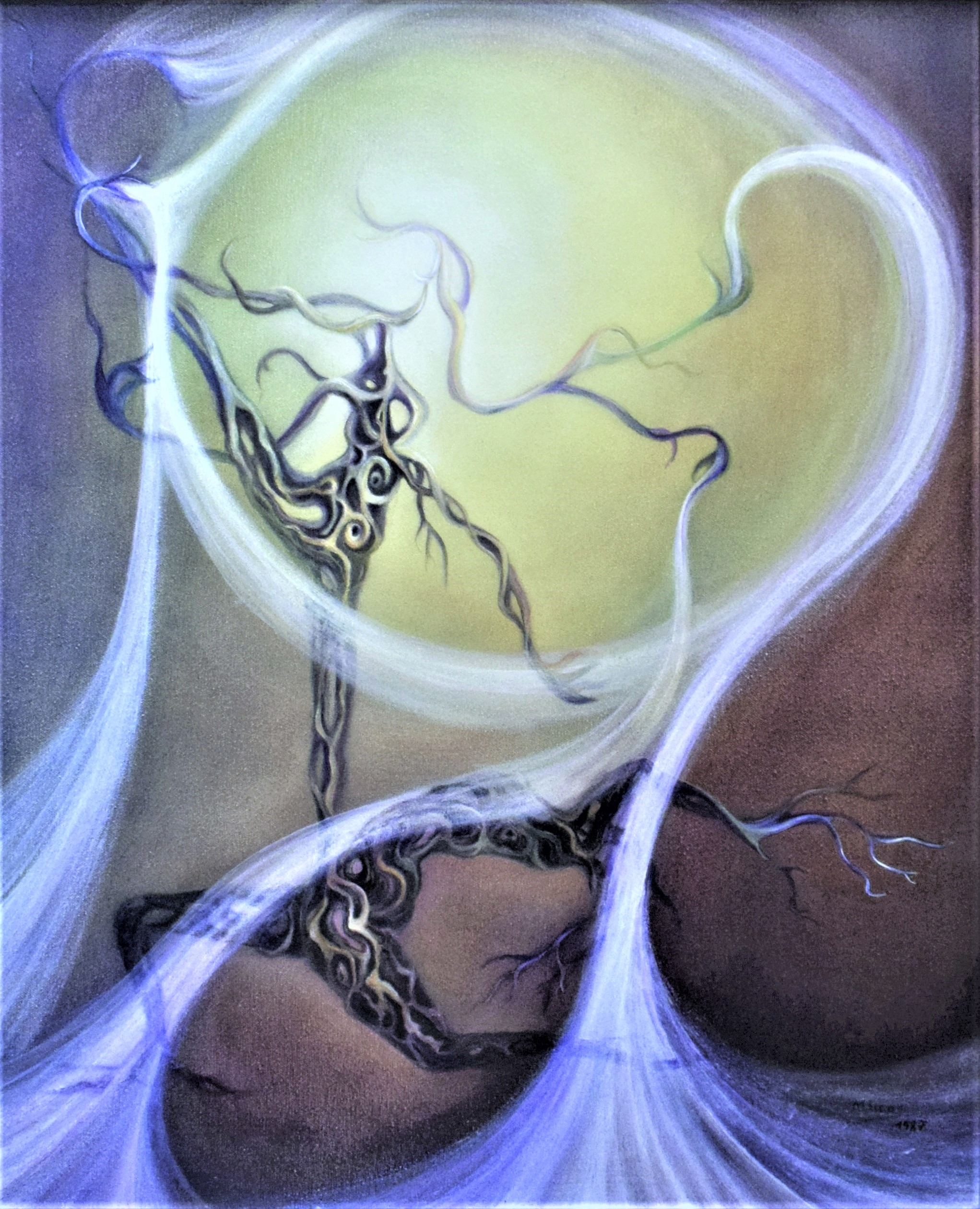
Renaissance, huile sur toile de Martine Doos, 1987.
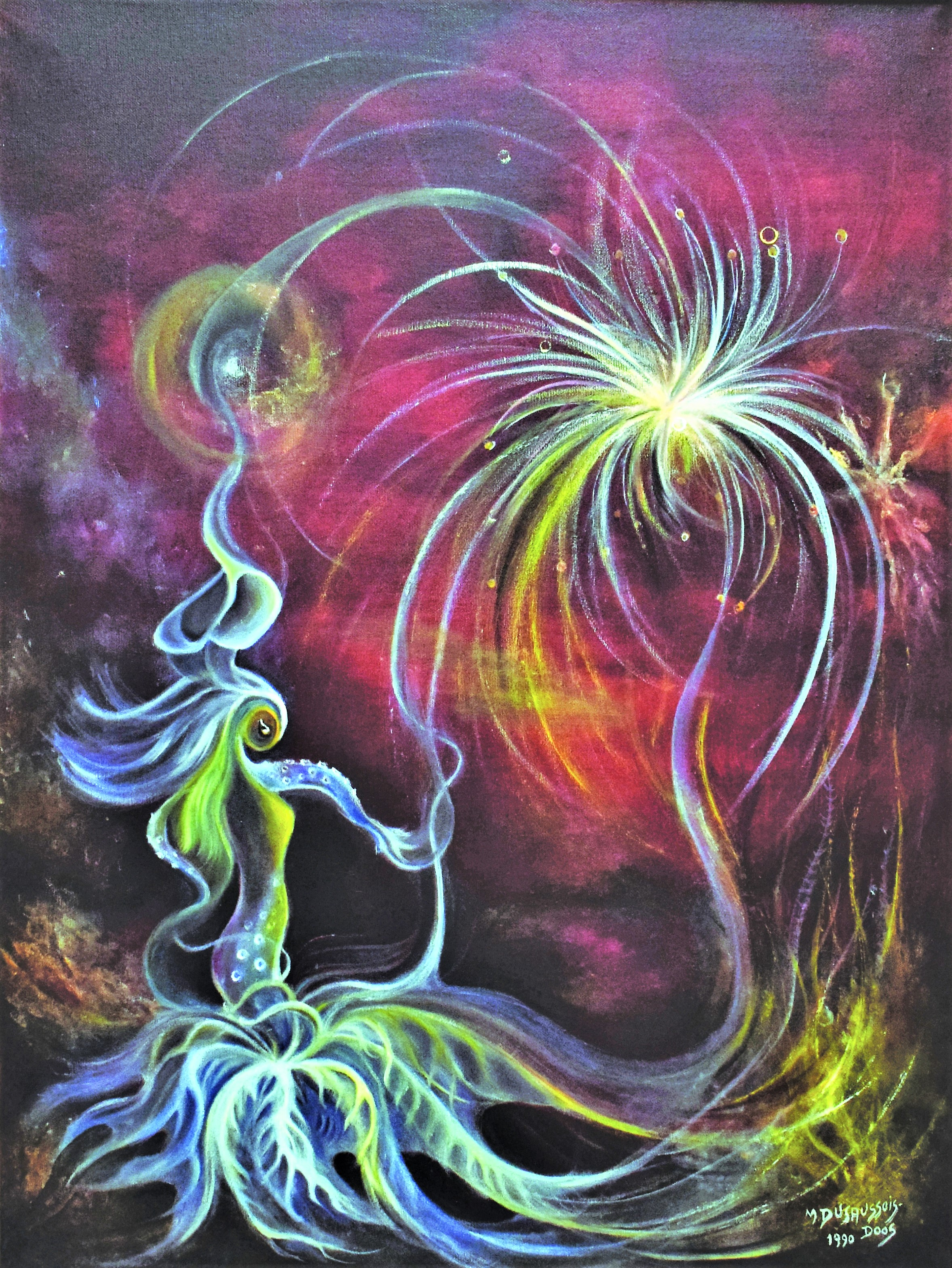
Mariage du Ciel et de la Terre, huile sur toile de Marcel Dusaussois et Martine Doos, 1990.
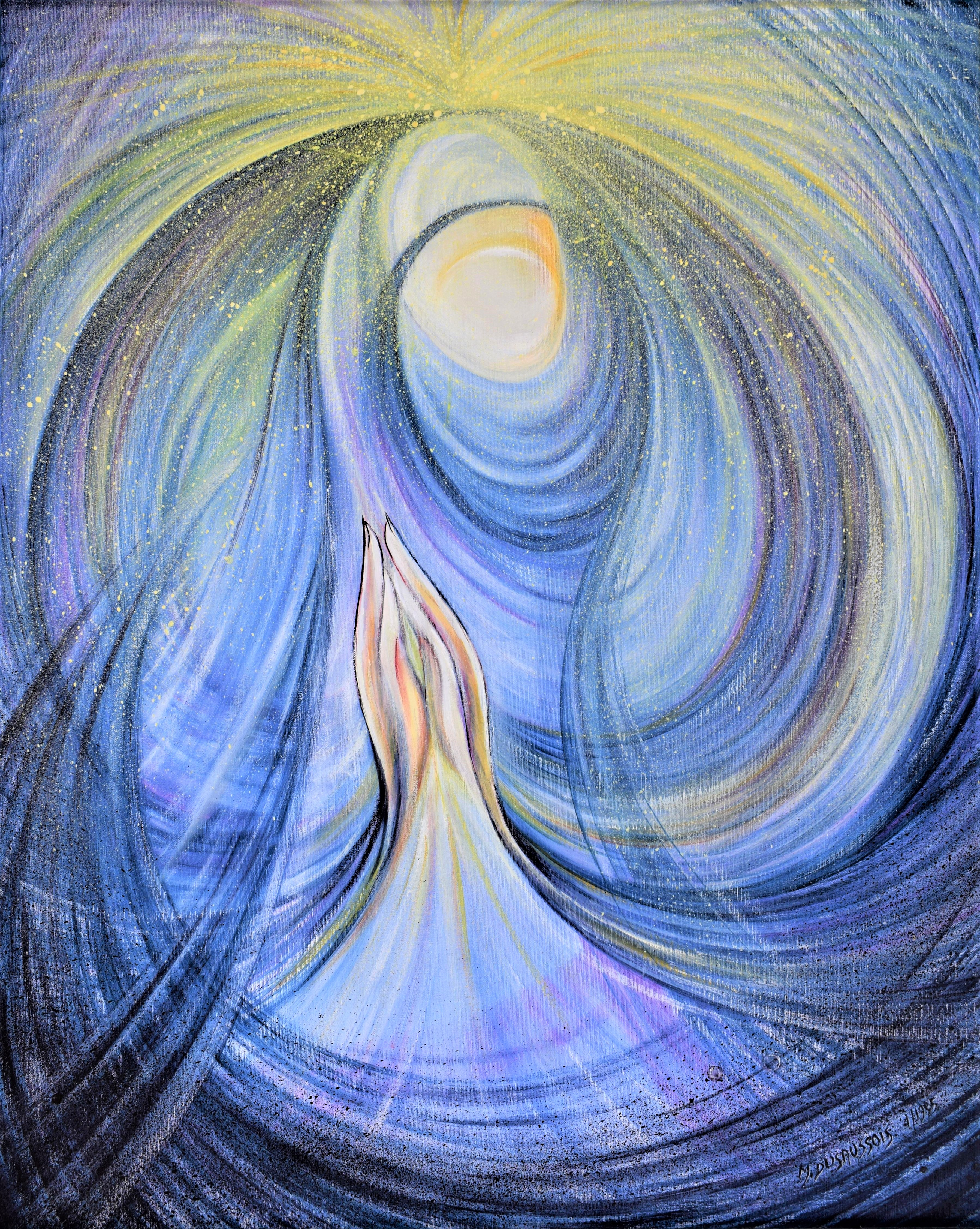
Amour créateur, huile sur toile de Marcel Dusaussois, 1995.